# Casa al carrer Santa Caterina, 12
La Casa al carrer Santa Caterina, 12 és una obra de Lloret de Mar (Selva) protegida com a Bé Cultural d'Interès Local.

## Descripció
Edifici cantoner que consta de planta baixa, pis i coberta plana. A la façana del carrer Santa Caterina trobem les següents obertures: a la planta baixa hi ha una porta d'accés a l'interior i una finestra. Al pis hi ha dues finestres. La façana del carrer Santa Anna té un balcó al primer pis i una finestra a la planta baixa. Totes les obertures, excepte la finestra de la planta baixa del carrer Santa Anna, estan emmarcades amb pedra i les llindes són d'una sola peça. La façana està arrebossada i pintada de blanc. A la part inferior hi ha un sòcol amb aplacat de pedra.